# Winning the Prize
Winning the Prize (o Winning a Prize) è un cortometraggio muto del 1914. Il nome del regista non viene riportato nei credit del film che aveva come interpreti Charles Hutchison ed Elsie Albert.

## Trama
Per attirare nuovi clienti alla sua locanda, Silas Brown indice una gara di pesca per il pesce più grosso. Stanco della vita di società, il milionario Charles Morton decide di andare a passare qualche giorno al Fishkill Inn. Al suo arrivo, tutte le donne presenti vanno in brodo di giuggiole. Lui, per sottrarsi alle loro attenzioni indesiderate, progetta con il suo valletto di far arrivare la notizia della perdita totale della sua fortuna. Morton, in seguito, si ritira in una tenda piantata nei boschi, dove potrà godere in pace la pesca e la solitudine.

Mossa da compassione, Elsie, la figlia del locandiere, provvede a mandare a Morton un cesto di cibo. Il suo gesto colpisce il milionario che, quando la incontra, comincia a interessarsi a lei. Poiché Charlie non è un granché come pescatore, amando maggiormente la compagnia di Elsie e la tranquillità dei boschi più dello sport, la ragazza pensa a qualcosa per fargli vincere il premio di cento dollari, una cifra che potrebbe essergli - crede lei - di aiuto. Morton, risvegliandosi da un sonnellino, si accorge che lei gli sta attaccando all'amo un grosso pesce, ma non dice niente.

Vinto il primo premio (e anche il cuore di Elsie), Morton fa arrivare una nuova lettera che riporta la notizia che il suo patrimonio gli è stato reintegrato, con gran gioia della folla che si congratula con lui.

## Produzione
Il film fu prodotto dalla Independent Moving Pictures Co. of America (IMP).

## Distribuzione
Distribuito dalla Universal Film Manufacturing Company, il film - un cortometraggio in una bobina - uscì nelle sale statunitensi il 31 dicembre 1914.